# Lago Zorkul
El lago Zorkul (o Sir-i-kol) es un lago en la cordillera del Pamir, localizado en la frontera entre Afganistán y Tayikistán. Se extiende de este a oeste unos 25 km. La frontera afgano-tayika discurre a través del lago, de este a oeste, doblando al sur hacia pico Concord (5469 m), a unos 15 km al sur del lago. La mitad norte del lago se encuentra en Tayikistán. El único emisario del lago es el río Pamir, hacia el oeste, que luego sigue marcando la frontera afgano-tayika. El Pamir es parte del curso superior del río Amu Daria o río Oxus.
El lago estaba una vez en el territorio del Mir de Wakhan, pero el lago y el río se establecieron como la frontera entre Rusia y Afganistán por acuerdo entre los rusos y los británicos en 1895. En el extremo oriental del lago hay un pequeño asentamiento, Qarabolaq.
Aunque existe una probable referencia al lago en la narración de Marco Polo, el primer europeo reconocido que visitó el lago fue el funcionario naval británico  John Wood en 1838. Al Sir-i-kol  los británicos lo nombraron lago Victoria de Pamir, aunque Wood se negó a nombrarlo así.